# Château de Pieusse
Le château de Pieusse est un château situé sur la commune de Pieusse près de Limoux dans le département de l'Aude en France. Ce château est actuellement du domaine privé et ne peut être visité. Il est caractérisé par un donjon d'époque massif dont l'utilisation était essentiellement défensive. Il est vendu comme bien national en 1791.

## Historique
Le château de Pieusse a été construit aux environs de 1140 à 1145, sous le règne du roi Louis VII le jeune par les comtes de Foix. En 1225, selon un document de l'inquisition, il aurait abrité le concile cathare, rassemblant une centaine de parfaits présidé par Guilhabert de Castres, évêque de Toulouse. Lors d'une réunion au château, ils auraient décidé de créer l'évêché du Razes. Benoît de Termes y est ordonné évêque de ce nouveau diocèse. En 1229, Bernard Roger, fils du comte de Foix, cède son fief au roi Louis IX qui le réunit à l’évêché de Narbonne. De 1764 à 1790, le château dépend de monseigneur Dillon, dernier président des États généraux du Languedoc et archevêque de Narbonne.

## État actuel
Seuls quelques bâtiments sont visibles depuis Pieusse. Plusieurs parties ont été réaménagées en lieux d'habitation. La muraille du nord est encore visible ainsi qu'un donjon massif et allongé. Au premier étage de ce donjon, on retrouve deux élégantes fenêtres en cintres géminés avec des chapiteaux sculptés, à l’intérieur des sièges en pierre très conservés, taillés, permettaient aux dames de voir arriver leur seigneur de loin, car cette fenêtre dominait toute la vallée de l’Aude et le « Razès ». Une autre fenêtre géminée, mais plus simple, se trouve au deuxième étage. Le donjon, placé à l’avant est debout jusqu’au premier étage. On y voit même une belle voûte cintrée.
La cour possède un puits permettant d'alimenter le village lors d'un siège. C'est dans ce puits que furent effectuées des recherches pour retrouver un possible trésor laissé par monseigneur Dillon durant la Révolution.
L'ensemble du château est classé aux monuments historiques le 14 février 1989.